# Список мережевих протоколів
Це список мережевих протоколів, каталогізованих за найближчим за OSI-моделлю шарами.

## Рівень 1-ий (фізичний)
- ISDN Цифрова мережа Integrated Services (Integrated Services Digital Network)
- PDH Plesiochronous цифрова ієрархія (Plesiochronous Digital Hierarchy)
  - T-система (T1, T3 та інші)
- RS-232, послідовний лінійний інтерфейс, який оригінально був розроблений для сполучення модемів та комп'ютерних терміналів.
- SDH Синхронна цифрова ієрархія (Synchronous Digital Hierarchy)
- SONET Синхронна оптична мережа (Synchronous Optical NETworking)

## Рівень 2-ий (канальний)
- ARP Address Resolution Protocol
- CDP Cisco Discovery Protocol
- DCAP Data Link Switching Client Access Protocol
- Ethernet
- FDDI Fiber Distributed Data Interface
- HDLC High Level Data Link Control
- L2F Layer 2 Forwarding Protocol
- L2TP Layer 2 Tunneling Protocol
- PPP Протокол Точка-точка (Point-to-Point Protocol)
- PPTP Тунельний протокол Точка-точка (Point-to-Point Tunneling Protocol)
- Token ring

## Рівень 2+3 (канальний+мережевий)
- X.25
- Frame relay, спрощена версія X.25
- ATM Режим асинхронного передавання даних
- MPLS Multi-protocol label switching
- Сигнальна система 7, також називається SS7, C7 та CCIS7; звичайний протокол керування PSTN.

## Рівень 3+4
- Xerox network services (XNS)

## Рівень 4-ий (транспортний)
- SPX Послідовність обміну пакетами (Sequenced Packet Exchange)
- TCP Протокол Керування Передачею
- UDP Протокол датаграм користувача
- SCTP Протокол Управління Потоковою Передачею (Stream Control Transmission Protocol)
- RTP Транспортний протокол в реальному часі (Real-time Transport) Protocol
- IL Спочатку розроблявся як транспортний протокол для 9P

## Рівень 5+
- 9P Розподільний протокол файлової системи, який був розроблений як частина операційної системи Plan 9
- NFS Мережева файлова система (Network File System)
- SMB Server Message Block (aka CIFS Common Internet FileSystem)

## Рівень 7-ий (прикладний)
- FTP Протокол передачі файлів
- HTTP Протокол передачі гіпертекстових документів, який використовується в Інтернеті.
- POP3 Поштовий протокол для офісу версії 3
- SNMP Простий протокол управління мережею
- SMTP Простий протокол передачі пошти
- Telnet, протокол доступу до віддаленого терміналу
- Gnutella, a peer-to-peer file-swapping protocol
- DNS Служба доменних імен
- SSH Захищена оболонка (Secure SHell)
- IMAP Інтернет-протокол доступу до повідомлень
- NTP Мережевий протокол часу
- Gopher, a precursor of web search engines
- Finger, який надає інформацію про користувача
- NNTP Мережевий протокол новин
- LDAP Lightweight Directory Access Protocol
- DHCP Dynamic Host Configuration Protocol
- IRC Internet Relay Chat
- Jabber, протокол миттєвих повідомлень
- WebDAV Web Distributed Authoring and Versioning
- DICT Словниковий протокол
- BACnet Building Automation and Control Network protocol

та захищені версії вищезазначеного (такі як HTTPS та інші.)

## Мови опису протоколів
- ASN.1

## Інші протоколи
- modbus
- CAN (CAN)
- DCC (DCC)
- I2C
- STUN
- SOCKS
- FIX-протокол